# Derek Heidt
Derek Heidt (ur. 8 września 1975 w Calgary) – kanadyjski snowboardzista. Zajął 26. miejsce na igrzyskach w Nagano. Nie startował na mistrzostwach świata w snowboardzie. Najlepsze wyniki w Pucharze Świata osiągnął w sezonie 1995/1996, kiedy to zajął 1. miejsce w klasyfikacji halfpipe’a.
W 1999 r. zakończył karierę.

## Sukcesy

### Igrzyska olimpijskie
| Miejsce | Dzień     | Rok  | Miejscowość | Konkurencja | Zwycięzca   |
| ------- | --------- | ---- | ----------- | ----------- | ----------- |
| 26.     | 12 lutego | 1998 | Nagano      | Halfpipe    | Gian Simmen |

### Puchar Świata

#### Miejsca w klasyfikacji generalnej
- 1995/1996 – –
- 1996/1997 – 92.
- 1997/1998 – 127.
- 1998/1999 – 127.

#### Miejsca na podium
1. Calgary – 25 lutego 1996 (Halfpipe) – 3. miejsce